# Chad Taylor (gitarist)

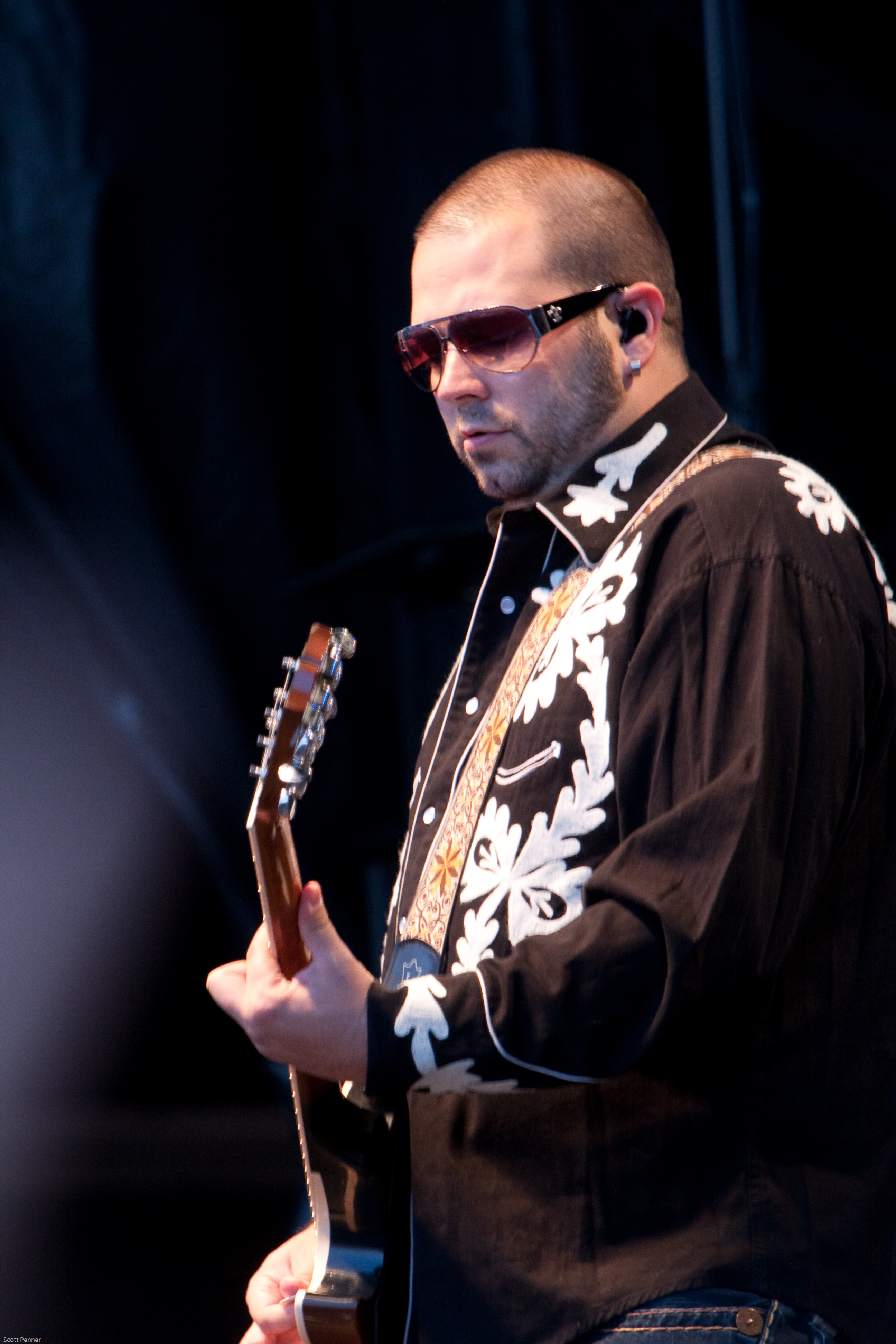
Chad Taylor

Chad Taylor (Baltimore (Maryland), 24 november 1970) is gitarist van de Amerikaanse rockband  Live en speelt sinds eind 2009 ook in The Gracious Few.
Naast gitarist, schrijver en producent van Live, produceert Taylor albums van andere artiesten, waaronder Solution A.D. Eveneens is hij filmproducent. Zo werkte hij als producent mee aan de in 2008 verschenen film Home van regisseur Mary Haverstick.
In 2011 blies hij samen met Patrick Dahlheimer en Chad Gracey Live nieuw leven in.